# Vajgatjön

Lägeskarta

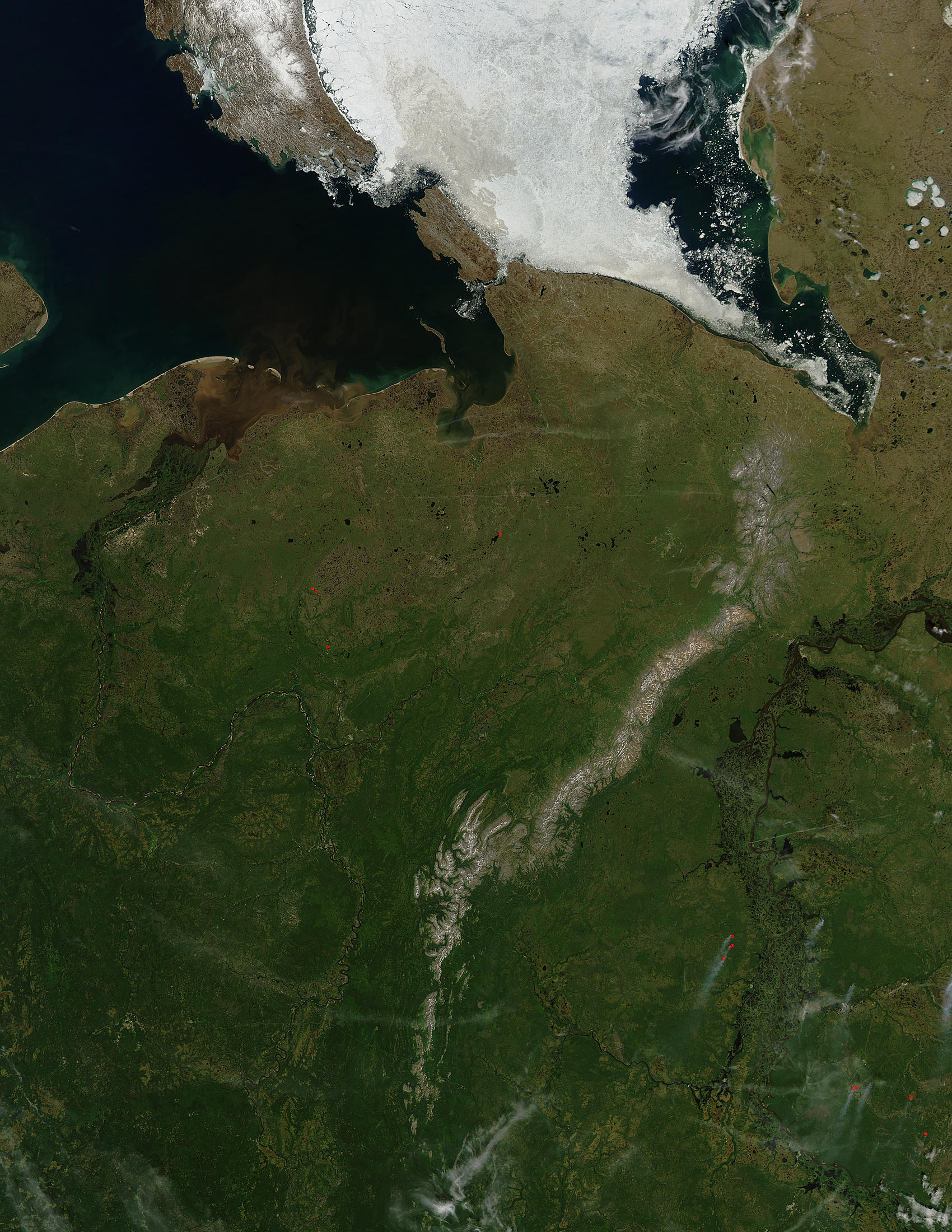
Satellitbild över området med Vajgatjön

Vajgatjön (ryska: Остров Вайга́ч, Ostrov Vajgatj) är en ö i Norra ishavet som tillhör Ryssland. Ön kallas även "Arktiska Påskön" efter de historiska kultplatser som man hittat på ön.

## Geografi
Vajgatjön ligger mellan Barents hav och Karahavet cirka 50 km sydöst om Juzjnyjön och cirka 1 km nordväst om Jugorskijhalvön. 
Ön består huvudsakligen av sandsten och kalksten och har en areal om cirka 3 398 km² och är cirka 100 km lång och cirka 45 km bred. Den högsta höjden år cirka 171 m ö.h. Ön har en mängd små sjöar, träsk och bäckar och vegetationen består av småträd och låga växter då den ligger inom tundran. Det cirka 1 km breda sundet Jugorskij Sjar skiljer ön från fastlandet.
Befolkningen uppgår till cirka 100 invånare främst fördelade på de två bosättningarna Vajgatj på öns norra del och Varnet på den sydvästra delen. Det finns även en forskningsstation på öns nordvästra del.
Ett cirka 243 000 hektar stort område av ön är numera ett naturreservat för att skydda hotade djurarter inom området.
Förvaltningsmässigt ingår ön i okruget (distriktet) Nentsien i regionen Archangelsk oblast.

## Kultplatser
Ön har varit en helig och kulturellt viktig plats för områdets ursprungsbefolkning nentsererna som har besökt ön under tusentals år för att dyrka sina gudar. Ön kallades Hebidja Ja och huvudplatserna för folkets religiösa ceremonier var Vesako på det cirka 108 m höga Primetnajaberget på öns södra del vid Kap Djakonov, Hodako på öns norra del vid Kap Bolvanskij Nos samt Numa och Neve-Hege på öns mitt vid Bolsjaja Bolvanskajaberget.
Fram till idag har man hittat totalt 15 platser på ön och en mängd artefakter och bruksföremål utspridda över sluttningarna och däribland en Vesakostaty med sju ansikten.

## Historia
Brittiske kaptenen Steven Barrow blev 1556 den förste europé att besöka Vajgatjön.
Den 30 juli 1878 passerade Vegaexpeditionen under ledning av Adolf Erik Nordenskiöld ön.
Fram till 1800-talet var ön obebodd då det ansågs som helgedom och först under 1900-talet befolkades ön.
Under Sovjettiden byggdes ett Gulag på öns sydvästra del där fångarna bröt zink och bly.
1950 öppnades forskningsstationen på ön.
2007 inrättades naturreservatet på ön.